# Alwin Boldt
Alwin Boldt (* 19. März 1884 in Berlin; † 1920) war ein deutscher Radsportler.
Boldt nahm bei den Olympischen Sommerspielen 1908 im Tandemrennen, sowie in den Rennen über 20 km und 100 km teil. Zwischen 1901 und 1904 nahm er an keinen Rennen teil, da er sich auf sein Studium zum Ingenieur konzentrierte. Ab 1905 war er auch als Motorrad-Rennfahrer aktiv. Im gleichen Jahr wurde er über 50 Kilometer und mit Hermann Martens im Tandem Deutscher Meister. Das Duo konnte den Titel 1907 erneut gewinnen.